# Cephalaria bigazzii
Cephalaria bigazzii là một loài thực vật có hoa trong họ Kim ngân. Loài này được Bacch., Brullo & Giusso mô tả khoa học đầu tiên năm 2008.